# 八俣发射台
36°10′20″N 139°49′30″E / 36.17222°N 139.82500°E
八俣发射台是日本放送协会的国际广播部门——日本国际广播电台在日本国内的发射台，设在茨城县古河市。該發射台是在1940年启用，並因為曾在1945年8月15日播放《玉音放送》，宣布日本无条件投降而聞名於世。同年9月1日上午10:30分（日本时间），NHK停止了其在东亚地区的广播，9月4日駐日盟軍總司令发布第2号第5部第5项命令，停止NHK对海外的外语广播，而對海外的日語廣播部分，則是在9月10日結束，而發射台的管轄也移交由遞信省接收。
透過八俣发射台對日本海外的廣播工作，要一直到1952年日本国际广播电台（英语台呼为，日语台呼为）播出之後才恢復。之後發射台的管理權又經過多次易手，直到2000年時，因為第二電電（DDI）、KDD（ケイディディ株式会社）與日本移動通信（IDO）三家業者合併為KDDI，發射台的管理也因此成為KDDI負責的範圍。
此無線電發射台以東2公里為NTT名崎無線发射台（NTT名崎無線送信所），由日本電信電話（NTT）所管理。

## 现有设备
八俣发射台现有发射天线16个，对数周期天线4个，天线铁塔高约35米到70米不等，短波发射机共有11部，其中300千瓦短波发射机7部，100千瓦发射机4部，7部300千瓦短波发射机中，有2部是德国制造的,其余5部300千瓦短波发射机和4部100千瓦发射机均为日本本国制造。这5部300千瓦的短波发射机均由日立公司生产制造，发射机总重量7500千克，另外还有NHK国际放送的专用线（768kbps）线路数十条，可以从东京NHK本部传输64kbps的传输量的节目。
八俣发射台的发射机房用钢筋混凝土建造，共有2栋，1号机房面积为2700平方米，可容纳8部发射机，2号机房面积970平方米，可容纳3部发射机。整个发射台用66千伏输电线2条来提供电力，发射机房的配电设备电力为6.6千伏。

## 目前播送的短波电台
八俣发射台除了转播日本国际广播电台的节目外，还曾经以节目交换的形式转播英国广播公司全球服务、法国国际广播电台的节目，此外为了针对朝鲜绑架日本人问题以及加强对朝鲜民主主义人民共和国的广播，2005年10月开始以100千瓦的发射功率转播特定失踪者问题调查会创办的“潮风电台”（しおかぜ）。目前“潮风电台”的广播遭到朝鲜有关部门设置的干扰台的干扰，南韓也无法收听到潮风电台清晰的广播信号。